# Haidar Abdul-Razzaq
Haidar Abdul-Razzaq Hassan (arabisch حيدر عبد الرزاق حسن, DMG Ḥaydar ʿAbd ar-Razzāq Ḥasan; * 9. Juni 1982 in Bagdad; † 5. Juni 2022 ebenda) war ein irakischer Fußballspieler, der zuletzt, von 2012 bis 2014, beim Sulaymaniya FC unter Vertrag stand.

## Karriere
Haidar Abdul-Razzaq war ein vielseitiger Spieler, der überall in der Verteidigung einsetzbar war. Er begann seine Karriere im Jahr 1995 in der Jugend vom Al-Talaba SC, wo er vom Torwart zum Verteidiger umgeschult wurde. 1996 wurde er mit vier weiteren Spielern seines Teams von Trainer Nazar Ashraf in die erste Mannschaft hochgezogen, bevor er 1997 von Trainer Adnan Hamad für die irakische U-17 nominiert wurde. Unter Hamad spielte er dann auch in der irakischen U-19. Sie gewannen die U-19-Fußball-Asienmeisterschaft 2000 im Iran. Das Finale gegen Japan war ein sehr dramatisches Spiel, das kurz vor Schluss durch zwei Tore von Emad Mohammed entschieden wurde.
Haidar wurde zum ersten Mal am 31. Januar 2000 von Trainer Milan Živadinović für die irakische Fußballnationalmannschaft nominiert. Beim Spiel gegen Libanon resultierte ein 0:0-Unentschieden in Beirut beim Qualifikationsspiel zur WM 2002. Er absolvierte noch drei andere Spiele in der Qualifikation gegen Bahrain, Saudi-Arabien und Iran. Zwischendurch wurde die Nationalmannschaft vom Kroaten Rudolf Belin trainiert.
2002 unterschrieb er einen Vertrag beim libanesischen Klub Al-Ansar, doch nach einem Jahr wechselte er wieder zurück zum Al-Talaba SC. Er war auch bei den Olympischen Spielen 2004 in Athen dabei und belegte dort mit seinem Team den vierten Platz. Er gewann auch die Fußball-Westasienmeisterschaft 2002 und die Fußball-Asienmeisterschaft 2007.

## Tod
Abdul-Razzaq wurde Ende Mai/Anfang Juni 2022 in Bagdad Opfer eines Raubüberfalls durch Unbekannte, wobei er verletzt wurde. Er wurde in ein Krankenhaus eingeliefert, wo er am 5. Juni 2022, vier Tage vor seinem 40. Geburtstag, an seinen Verletzungen starb.

## Titel und Erfolge
- Fußball-Westasienmeisterschaft 2002
- Fußball-Asienmeisterschaft 2007
- 4. Platz bei den Olympischen Spielen 2004 in Athen
- Westasienspiele: Goldmedaille 2005